# Oksana Markarowa
Oksana Serhijiwna Markarowa, ukr. Оксана Сергіївна Маркарова (ur. 28 października 1976 w Równem) – ukraińska urzędniczka państwowa, ekonomistka i menedżer, w latach 2018–2020 minister finansów, od 2021 ambasador Ukrainy w Stanach Zjednoczonych.

## Życiorys
W 1999 ukończyła studia magisterskie z zakresu ekologii w Akademii Kijowsko-Mohylańskiej, a w 2001 – z międzynarodowych finansów i handlu na Uniwersytecie Indiany (zdobywając wyróżnienie dla najlepszego studenta zagranicznego). Podczas studiów pracowała w firmie konsultingowej i w fundacji zajmującej się systemami wyborczymi. W 2000 odbyła praktyki w Banku Światowym oraz w bankach Europy Środkowej i Azji. W latach 1998–1999 i 2001–2003 zatrudniona była w funduszu Western NIS Enterprise Fund jako doradca ds. polityki ekonomicznej i menedżer komunikacji korporacyjnej. Od 2003 do 2014 kierowała firmą inwestycyjną ITT. Członkini towarzystwa przyjaciół Ukraińskiego Uniwersytetu Katolickiego oraz Young Presidents' Organization, zasiadła w radzie doradczej Akademii Mohylańskiej. Zasiadała w radach nadzorczych m.in. Oszczadbanku, Ukreximbanku i PrywatBanku.
W marcu 2015 została wiceministrem finansów, w kwietniu 2016 awansowała na pierwszego wiceministra. 8 czerwca 2018 w związku z rezygnacją szefa resortu Ołeksandra Danyluka, spowodowaną jego konfliktem z premierem, tymczasowo przejęła jego obowiązki. 22 listopada 2018 ukraiński parlament zatwierdził ją na stanowisku ministra finansów w rządzie Wołodymyra Hrojsmana. Pozostała na tym stanowisku także w utworzonym 29 sierpnia 2019 gabinecie Ołeksija Honczaruka. Zakończyła urzędowanie 4 marca 2020.
W 2021 prezydent Wołodymyr Zełenski mianował ją ambasadorem Ukrainy w Stanach Zjednoczonych.

## Życie prywatne
Zamężna (mąż Danyło Wołyneć, bankowiec), ma trójkę dzieci.

## Odznaczenia
- Order Księżnej Olgi I klasy (2025)[9]
- Order Księżnej Olgi III klasy (2022)[10]